# Oppeid
Oppeid este o localitate din comuna Hamarøy, provincia Nordland, Norvegia, cu o suprafață de 0,65 km² și o populație de 498 locuitori (2013).